# イースタン・バスケットボール・アライアンス
イースタン・バスケットボール・アライアンス（Eastern Basketball Alliance）はアメリカ合衆国のバスケットボールの独立リーグ。略称はEBA。

## 現在のチーム
| チーム                             | 本拠地                           |
| ---------------------------------- | -------------------------------- |
| コロンビア・オールスターズ         | メリーランド州コロンビア         |
| ハリスバーグ・ホライズン           | ペンシルベニア州ハリスバーグ     |
| スクーカル・ファイアードッグス     | ペンシルベニア州フィラデルフィア |
| ウェスタン・メリーランド・エリート | メリーランド州ヘイガーズタウン   |
| ヨーク・マッドアンツ               | ペンシルベニア州ヨーク           |
| DMVキングス                        | メリーランド州ボルチモア         |
| マリエッタ・タランチュラス         | ジョージア州マリエッタ           |
| メトロウェスト・バラス             | マサチューセッツ州メトロウェスト |
| メリーランド・ベイレイダーズ       | メリーランド州グウィンオーク     |

## 歴代優勝チーム
- 2010年 デラウェア・デストロイヤーズ
- 2009年 デラウェア・デストロイヤーズ
- 2008年 ハリスバーグ・ホライズン
- 2007年 ハリスバーグ・ホライズン、デラウェア・デストロイヤーズ (2チーム優勝)
- 2006年 ハリスバーグ・ホライズン
- 2005年 ハリスバーグ・ホライズン、デラウェア・デストロイヤーズ (2チーム優勝)
- 2004年 ハリスバーグ・ホライズン
- 2003年 ハリスバーグ・ホライズン
- 2002年 ハリスバーグ・ホライズン
- 2001年 モーリス・レボリューション
- 2000年 モーリス・レボリューション
- 1999年 ランカスター・ストーム
- 1998年 スプリングフィールド・スラム (MA)
- 1997年 スクラントン・ブラスト